# Mourad Gharbi
Mourad Gharbi (ar. مراد غربي; ur. 21 stycznia 1966) – tunezyjski piłkarz grający na pozycji pomocnika. W swojej karierze rozegrał 23 mecze w reprezentacji Tunezji.

## Kariera klubowa
W swojej karierze piłkarskiej Gharbi grał w klubie CA Bizertin.

## Kariera reprezentacyjna
W reprezentacji Tunezji Gharbi zadebiutował 27 marca 1987 w przegranym 0:1 meczu kwalifikacji do Pucharu Narodów Afryki 1988 z Algierią, rozegranym w Algierze. W 1994 roku został powołany do kadry na Puchar Narodów Afryki 1994. Na tym turnieju rozegrał jeden mecz, grupowy z Mali (0:2). Od 1987 do 1994 roku rozegrał w kadrze narodowej 23 mecze.